# カンプグルッペZbv
『カンプグルッペZbv』は小林源文の漫画作品である。

## ストーリー
1944年の東部戦線、軍直轄の懲罰部隊であるカンプグルッペZbvが荒くれ者の集団から精鋭部隊に成長し、各地を転戦して壊滅するまでの死闘が描かれた。

## 登場人物
アッシュ上等兵
本作の主人公。駅で軍用列車に乗り遅れたところを憲兵に脱走兵と誤認されてZbvに配属されてしまい、戦車の操縦手となる。戦闘中に重傷を負って本国送還が決まったものの、自らの意思で病院を抜け出してZbvに復帰した。Zbv壊滅後も運良く生き延びることができたが、そのまま別の懲罰部隊に編入されてしまう。モデルは戦争小説三部作「08/15」の主人公ヘルベルト・アッシュから。
コワルスキー伍長
アッシュと同時期にZbvに配属されて、戦車砲の装填手となり各地を転戦するが、最後の脱出戦の際に腹部銃創を受けて戦死する。工具を手にした整備兵3人に囲まれて全員を倒す、棍棒を所持した6人以上の補充兵に襲われても全員を返り討ちにする、MG42機関銃を腰だめ姿勢で掃射するなど、腕っぷしが強い。乗り込んだIII号戦車が整備不良だったために危機に陥り、生還後に整備班長に因縁をつけてティーガー戦車を整備班長の「好意」で補給させた。モデルは戦争小説三部作「08/15」の登場人物から。
シュタイナー少佐
任務遂行を第一に考え、部下には冷徹な指揮官である。1941年、タイフーン作戦時にソビエト軍の反撃を受けた際に恐怖に駆られて、指揮下の連隊の指揮を放棄して逃走したため前線が崩壊。罰として大佐から少佐に降格された上で指揮下の連隊の生き残りごとZbvに編入され、その指揮官となる。常にコートの襟を立てているのは「首が繋がっていないから」（アッシュ談）、帽子を取らないのは「頭が半分ないから」（コワルスキー談）と揶揄される。最後の脱出戦では将校全員に下船戦闘を命令して、艀が脱出するまでの時間稼ぎをしたが、その後は消息不明となる。
ブルクハイト中尉
タイフーン作戦時からのシュタイナーの部下。Zbv編成当時からの生き残りで一貫して戦車中隊長だった。懲罰として送り込まれたわけではなく、Zbv隊員では常識的な人物だった。シュタイナーと同じく最後の脱出戦で下船して消息不明になる。
シュルツ准尉
隊本部でシュタイナーの右腕を務める。アッシュとコワルスキーに再三に渡って嫌がらせを加え、コワルスキーに報復で砲弾を右足に落とされ、それ以降は杖を突いて歩くようになる。その後も二人とは対立し続け、故意にソ連兵と誤認して射殺しようとした。最後の戦闘では孤立し身動きが取れないところにアッシュが通り掛かったが、見捨てられ消息不明になる。妻と長男・長女がいた。「准尉」となっているが、実際の階級は曹長 (上級下士官) である。
軍司令官（大将）
Zbvが壊滅的な損害を受けても任務を完遂することを承知しており、敢えて激戦地に投入したり囮部隊として利用した。常に参謀の大佐を伴っている。
ホルバッハ少尉
戦闘中に戦利品漁りを行ったり、泥沼にスタックしたブルクハイトのティーガー戦車がT34/76の攻撃を受けた際には救助せず逃走するなど、自己中心的な性格。シュタイナーに裏切り行為を咎められて射殺される。
ボルグ少尉
メーメルでGD師団と連絡を回復する任務中に、ソ連軍に捕獲され囮にされていたIV号戦車に不用意に接近して対戦車砲列に撃破されてしまった。

## 部隊の成り立ちと編成
- 1941年11月、モスクワ戦で全軍最先頭の連隊長だったシュタイナー大佐が、ソ連軍の猛烈な反撃に恐怖して敵前逃亡したため、連隊の将兵はパニックを起こして兵員の半数を喪失し敗走。軍上層部は失態を隠蔽するために連隊を公式戦史から抹消し、シュタイナーは少佐に降格されブルクハイト中尉を始めとする連隊の残存兵を再編してカンプグルッペZbvが編成された。
- その後は何度も壊滅寸前まで損害を被るが、そのつど脱走兵や陸軍刑務所に収監されていた囚人兵などを補充して再編成され、実質的には懲罰大隊として扱わるようになった。最終戦前には陸軍はおろか空軍通信連隊の通信兵までを含めた、原隊からはぐれた迷子兵を脱走兵扱いして強引に編入して再編成した。移動の際には野戦憲兵の護衛（実質的には監視）が付き、逃げようとした者は即刻射殺される。
- ティーガー戦車と兵員の補充を受けた際に2個装甲中隊と1個装甲擲弾兵中隊に編成されたことから、部隊規模は1個装甲大隊基幹の戦闘団と判る。
- 所属はナルヴァ戦線、第502重戦車大隊、メーメル、クールラント、オストプロイセン等の固有名詞が登場することから北方軍集団の所属であると判断出来る。しかし第4軍と第18装甲集団の司令部の看板が描かれるなど、作中でも混乱が見られる。
- 実戦の経験・激しい訓練・シュタイナー少佐の指導力によって、カンプグルッペZbvの戦闘力は敵側からも脅威として認知されている。作中ではソ連海軍歩兵部隊の指揮官が「懲罰部隊のふりをした精鋭」と言及している。

## 他作品とのコラボレーション
- 狼の砲声

第7話「ゴロドクの災難」で主役のハーゲン少尉の他、シュタイナー少佐・ブルクハイト中尉・シュルツ准尉・アッシュ・コワルスキー、黒騎士物語のバウアー中尉・クルツ、パンツァークリークのヴェルナー軍曹・ハンス、装甲擲弾兵のパイパーSS少佐・フランツらと共に豪華に競演している。この戦闘でブルクハイトの戦車はハーゲンに強奪された。戦闘ではハーゲン・ヴェルナー・フランツ・バウアーがそれぞれ自身がゴロドクのT-34/85を撃破したと思っており、ヴェルナーとフランツは互いに戦果を譲らず殴り合いに発展した。その脇ではハーゲンとゴロドクが殴り合いを演じ、それを見たバウアーはクルツに戦車兵魂だと笑っていた。実際にはハーゲンがブルクハイトから奪ったIII号戦車から放った50mm砲弾以外はダメージを与えており協同戦果とするべきだろう。なお、ハーゲンに奪われた戦車は次の話でブルクハイト達が取り戻し、再び乗り込んでいる。
- 鋼鉄の死神 ミヒャエル・ビットマン戦記

キエフ陥落直後、シュタイナー、ブルクハイト、シュルツ、アッシュ、コワルスキーが武装親衛隊の戦車エース、ミハエル・ヴィットマンに遭遇する。Sd Kfz 250を街道の泥濘から脱出させるため、少佐以外の4名が降りて後押ししようとしたところ、ヴィットマン指揮のティーガーIが傍を通過した。シュタイナーを含め全員が泥まみれとなり、ヴィットマンに悪態をついている。
- 本編第2章

アッシュ・コワルスキー・ブルクハルトがブランデンブルク部隊に臨時配属され、ソ連軍後方に浸透して飛行場を攻撃して撹乱させる作戦で、『クールラント1944』や『ベルリン1945』の主人公であるハルスSS中尉と彼の中隊（ノルトラント師団に所属するフィンランド人義勇兵の隊）が登場する。シュルツ准尉からの意図的な誤情報により、ハルス中隊は作戦終了して撤退してくるブランデンブルク部隊の歩兵たちをソ連軍の第五列（撹乱工作部隊）と判断し、銃撃を浴びせて全滅させてしまった。しかしアッシュたちが同行した戦車隊は陽動作戦のため別行動をとり、ソ連軍に一時捕まっていたため難を逃れた。

## その他
- ドイツ軍に実在した懲罰大隊にヒントを得て「装甲部隊の懲罰大隊」の設定で描かれた。
- Zbvはドイツ語で「特別の任務を帯びた」を意味する zur besonderen Verwendung の頭文字で、ブランデンブルク部隊やドイツ空軍に実例が見られる。通常は“z. b. V.”ないし“zbV”と表記する。
- 作者が中学生の頃に観た戦争映画『犯罪部隊999』からストーリーにヒントを得ている。
- ホビージャパンに連載中、打ち切りが急遽決定して悲劇的な幕引きとなった。
- 作中で登場する軍事用語や当時の兵士の雰囲気はパウル・カレルの著書を参考にした。
- 大日本絵画から出版された旧版は後半の絵が白っぽくなっている。これはホビージャパン編集部が原稿を紛失し、掲載誌から版を起こした紙焼き原稿の使用を余儀なくされたためである。新装版はこの時の紙焼き原稿をケント紙に転写・加筆した原稿を使用した。

## 書籍情報
- 『カンプグルッペZbv』（旧版、1993年発行、大日本絵画刊）ISBN 978-4-499226-12-7
- 『カンプグルッペZbv完全版』（新装版、2003年発行、学習研究社刊） ISBN 978-4-0-56030-21-1